# Aldeyuso
Aldeyuso (también, extendido desde hace unas décadas Aldeayuso) es una localidad perteneciente al municipio de Peñafiel, en la provincia de Valladolid, comunidad autónoma de Castilla y León, España.
En la comarca siempre fue conocido como Aldeyuso (la aldea de abajo). El topónimo demuestra que no era, como es actualmente, un arrabal de Peñafiel, sino aldea de Molpeceres, en cuyo término municipal estaba enclavado.
En el pasado, también fue conocido como Molpeceres de Yuso, hasta su incorporación al municipio de Peñafiel. 
En la primera mitad del siglo XX aún había en Aldeyuso una tejera.
Cuenta con una población de 25 habitantes, en este momento (2008).
En la actualidad, es conocido por contar con el único centro de enoterapia de la provincia de Valladolid.